# Кула и Дом „Горани“
Кула „Горани“ (на италиански: Torre dei Gorani) е кула, датираща от XI – XII век, доказателство за местоположението на разрушения Дворец „Горани“ (Palazzo Gorani). Намира се на ул. „Горани“ № 4 в Милано, Северна Италия.

## История и архитектура
Носи името на миланското благородническо семейство, от чийто дворец днес е останал само бароковият портал и някои периметърни стени, които сега са в руини. Сградата е напълно разрушена от бомбардировките през Втората световна война през 1943 г.
Съседната кула „Горани“ е единствената оцеляла от кулите на миланските семейства от Средновековието. Тя е изградена от теракотени тухли без мазилка: на горните етажи последният етаж е украсен с двуаркови и триаркови прозорци с кръгли арки, и малка лоджия. Днес е затворена за посещения и е частна собственост.